# Nephrotoma abbreviata
Nephrotoma abbreviata är en tvåvingeart som först beskrevs av Friedrich Hermann Loew 1863.  Nephrotoma abbreviata ingår i släktet Nephrotoma och familjen storharkrankar. Inga underarter finns listade i Catalogue of Life.